# Medicinski fakultet u Splitu
Medicinski fakultet u Splitu je sastavnica Sveučilišta u Splitu. Jedan je od četiri medicinska fakulteta u Hrvatskoj. Glavna nastavna baza Fakulteta je Klinički bolnički centar Split. Fakultet je posvećen povezivanju edukacije, istraživanja i kliničke skrbi. Dekan Medicinskog fakulteta u Splitu je prof. dr. sc. Ante Tonkić, dr. med.

## Povijest
Studij medicine u Splitu počeo je 1974. kada je Medicinski fakultet Sveučilišta u Zagrebu, u Splitu osnovao dvogodišnji studij na kojem su studenti upisani u Zagrebu mogli u Splitu završili zadnje dvije kliničke godine studija. Prvi prijemni ispit organiziran je na splitskom studiju 1979. godine, kada je upisano 74 studenata u petogodišnji studij. Studij je postao šestogodišnji u akademskoj godini 1990./91.
Uspostavom slobodne i samostalne hrvatske države stvorili su se uvjeti za prerastanje splitskog studija u fakultet. Samostalni Medicinski fakultet u Splitu osnovan je 1997. godine. Te godine prvu godinu studija upisuju 54 studenta. Medicinski fakultet u Splitu bio je prvi novi fakultet osnovan u slobodnoj i samostalnoj Hrvatskoj.
11. listopada 2011. otvorena je otvorena Stomatološka poliklinika Medicinskog fakulteta Dental Academicus na sveučilišnom kampusu.

## Studijski programi
Medicinski fakultet u Splitu organizira nastavu za tri integrirana preddiplomska i diplomska šestogodišnja studija: Medicina, Dentalna medicina i Farmacija. Svi navedeni studiji usklađeni su s Bolonjskim procesom i imaju odgovarajuće dopusnice. U akademskoj godini 2011./12. počeo je studij Medicine na engleskom jeziku na kojem je upisan 21 student iz zemalja širom Europe. Radi se o drugom studiju medicine na engleskom jeziku u Hrvatskoj i prvom studiju na engleskom jeziku na Sveučilištu u Splitu.

Poslijediplomski studiji koji se organiziraju na Fakultetu su doktorski studiji Biologija novotvorina (BN), Medicina utemeljena na dokazima (EBM) i Translacijska istraživanja u biomedicini (TRIBE). Fakultet je u akademskoj godini 2009./10. organizirao i jednogodišnji specijalistički poslijediplomski studij Klinička epidemiologija.

## Znanstvene aktivnosti
Područja istraživanja na Fakultetu su kliničke, biološke, društvene i bihevioralne znanosti. 

### Strateška područja istraživanja
U Strategiji razvoja Medicinskog fakulteta u Splitu za period 2009. – 2014., profilirane su skupine znanstveno-istraživačkih kadrova, kao i sadržaji koji se nameću kao jasno definirane jezgre, odnosno tematske cjeline znanstveno-istraživačke aktivnosti: istraživanje kardiovaskularnih bolesti, onkologija, javno zdravstvo, forenzične znanosti i translacijska istraživanja u neuroznanosti. 

### Scientometrija
Ured za znanost Medicinskog fakulteta u Splitu osnovan je 2009. i zadužen je za pripremanje godišnjeg izvješća o pokazateljima znanstvene produkcije Fakulteta. Prije nego što je osnovan Ured za znanost, scientometrijske indikatore su mjerili i objavljivali individualni znanstvenici zainteresirani za to područje istraživanja. U objavljenim izvješćima prikazuje se broj članaka u međunarodnim časopisima indeksiranim u bazi Current Contents (CC), jer se članci indeksirani u CC-u računaju kao kriterij za akademsko napredovanje u Hrvatskoj. 

Prvi CC rad autora s adresom iz Splita objavljen je 1987. godine. Otada broj radova u časopisima indeksiranim u CC-u, a koje objavljuju autori s Medicinskog fakulteta u Splitu, neprestano raste. Od 2000. do 2006. broj članaka iz bioloških i kliničkih znanosti koje su u CC-u objavili autori s adresom Fakulteta bio je ukupno 350. Broj članaka porastao je s 30 u 2000. na 76 u 2006. godini, a prosječan čimbenik odjeka časopisa u kojima su objavljeni ovi članci porastao je s 2,03 u 2000. na 2.89 u 2006. Petina članaka (72/350) objavljena je u časopisu Croatian Medical Journal. Ukupan broj članaka koji su fakultetski znanstvenici objavili 2009. bio je 115.

## Studentske organizacije

### Studentski zbor Medicinskog fakulteta u Splitu
Studentski zbor je krovna organizacija studenata koja predstavlja studente, njihove potrebe i interese u cilju poboljšanja njihova statusa i obrazovanja. Studentski zbor je nestranačka i nepolitička organizacija. Članovi Studentskog zbora Medicinskog fakulteta u Splitu biraju se među svim studentima upisanima na studijske programe Fakulteta. Studenti svake godine studija izabiru svojega predstavnika i zamjenika. Predsjednik Studentskog zbora je Alen Juginović. Studentski zbor aktivno organizira niz vannastavnih aktivnosti (znanstvene, sportske, zabavne, druženja i slično) u kojima studenti mogu sudjelovati. Na ovaj način se podiže sama kvaliteta studentskog standarda na Medicinskom fakultetu u Splitu. Studentski zbor Medicinskog fakulteta u Splitu je član Studentskog zbora Sveučilišta u Splitu. 

### Sekcija za neuroznanost NeuroSplit
NeuroSplit je osnovan u studenom 2015. godine pri Medicinskom fakultetu u Splitu te u njegovom radu sudjeluju studenti Medicinskog fakulteta i drugih fakulteta Sveučilišta u Splitu. Sekcija se sastoji od pet autonomnih podsekcija: Temeljna neuroznanost, Medicina spavanja, Psihijatrija, Dijagnostika i Volontiranje. Svaka od podsekcija ima svoj godišnji plan koji nudi raznolike aktivnosti, kako za članove tako i za širu javnost. U prvoj godini svog postojanja, NeuroSplit je organizirao veliki broj kvalitetnih aktivnosti te je ostvario suradnju s udrugama za mlade u Splitu te s institucijama u Republici Hrvatskoj koje djeluju na području neuroznanosti kako bi naš članovi mogli što više proširiti svoje znanja iz neuroznanosti. U te institucije spadaju: Hrvatski institut za istraživanje mozga, Psihijatrijska bolnica Rab, Psihijatrijska bolnica Vrapče i Centar za medicinu spavanja u Splitu. Također je ostvarena suradnja s odjelima za neurologiju, neurokirurgiju i fizikalnu i rehabilitacijsku medicinu KBC-a Split u svrhu što boljeg kliničkog znanja.
Cilj sekcije je popularizacija znanosti, ponajprije neuroznanosti među svim generacijskim uzrastima, a posebice među mladima. Organiziranjem aktivnosti omogućava studentima, a i svima koji su zainteresirani za neuroznanost kvalitetnu edukaciju i mogućnost aktivnog sudjelovanja na polju znanosti. Sekcija za neuroznanost NeuroSplit također radi na polju humanitarnog rada i poboljšanja praktičnih znanja studenata Medicinskog fakulteta u Splitu gdje je i bazirana putem kvalitetnih vježbi i drugih aktivnosti, kako na fakultetu tako i u KBC-u Split.

### CroMSIC
Croatian Medical Students' International Committee (CroMSIC) je udruga studenata s podružnicama na svim medicinskim fakultetima u Hrvatskoj. CroMSIC je punopravni član Međunarodne federacije udruga studenata medicine (International Federation of Medical Studenents' Associations - IFMSA), koja ima više od milijun članova i najbrojnija je udruga studenata medicine.

### Sekcija za hitnu medicinu (SSHM)
Studentska sekcija za hitnu medicinu (SSHM) je studentska udruga pri Medicinskom fakultetu u Splitu čiji je cilj usavršiti studentska teoretska znanja i praktične vještine o hitnim stanjima putem aktivnosti koje organiziramo. Sekcija je osnovana u veljači 2016. godine te djeluje pod mentorstvom prof. dr. sc Julija Meštrovića.

### Udruga studenata farmacije i medicinske biokemije Hrvatske (CPSA)
CPSA je jedina udruga u Republici Hrvatskoj koja zastupa studente farmacije i medicinske biokemije. Njezini članovi promiču edukaciju studenata na nacionalnoj i internacionalnoj razini u smislu informiranja i obrazovanja studenata vezano uz samu struku, zdravstvo, aktualne teme na polju biomedicinskih znanosti te obilježavanje svjetskih dana u zdravstvu.

### Hrvatska akademska zajednica
Hrvatska akademska zajednica (HAZ) je udruga studenata čija je podružnica na Medicinskom fakultetu počela s radom 2007. godine. HAZ okuplja studente i diplomande hrvatskih sveučilišta. Aktivnosti udruge usmjerene su na studentska pitanja te edukacijsku, društvenu i humanu komponentu studentskoga života. HAZ je dosad organizirao humanitarne nogometne turnire i koncerte, posjete medicinskim ustanovama te brojne stručne i znanstvene aktivnosti za studente.

## Dan fakulteta
Dan osnivanja samostalnog Medicinskog fakulteta u Splitu, 26. ožujka, obilježava se kao Dan fakulteta. Svake godine na Dan fakulteta organiziraju se prigodne sportske i kulturne aktivnosti te se dodjeljuju nagrade i priznanja zaslužnima.

## Glasnik Medicinskog fakulteta u Splitu
Od 2007. se objavljuje Glasnik Medicinskog fakulteta u Splitu, fakultetski časopis za koji članke pišu studenti, zaposlenici i suradnici Fakulteta. Glasnik se objavljuje dvaput godišnje. Uredništvo Glasnika ima pet članova. Cilj Glasnika je zabaviti i informirati studente, zaposlenike i suradnike Fakulteta te dokumentirati brojne nastavne, stručne i znanstvene aktivnosti na Fakultetu i njegovim nastavnim bazama. Glasnik Medicinskog fakulteta u Splitu tiska se u 500 primjeraka. Papirnati primjerak Glasnika može se naći u fakultetskoj knjižnici, a elektroničko izdanje na fakultetskoj mrežnoj stranici.

## Dekan
Dekan: prof. dr. sc. Ante Tonkić, dr. med.

## Vanjske poveznice
- Mrežne stranice Medicinskoga fakulteta u Splitu